# Mors lilla Olle
Mors lilla Olle est une Chanson pour enfant en suédois écrite par Alice Tegnér et publiée dans le volume 3 de  Sjung med oss, mamma! en 1895. La chanson raconte l'histoire du petit garçon Olle qui rencontre un ours dans la forêt. Cependant, il n'est pas effrayé, prenant l'animal pour un chien, et il le nourrit donc avec ses myrtilles. Lorsque la mère d'Olle arrive, elle crie, provoquant la fuite de l'ours. Olle demande alors à sa mère si le chien ne pourrait pas revenir.
Cette chanson est inspirée d'une histoire vraie. En septembre 1850, un enfant du nom de Jon Ersson et ses frères et sœurs ainés cueillaient des myrtilles dans la forêt de Fulufjället, à quelques centaines de mètres de leur maison à Morbäcksätern dans la commune de Särna. Jon, âgé d'un an et 7 mois tomba alors sur une femelle ours brun avec ses deux oursons qu'il nourrit alors avec ses myrtilles. Ensuite, Jon et les oursons se reposèrent contre la femelle ours. Lorsque la sœur de Jon aperçut l'ours, elle alla chercher sa mère qui effraya les ours.
Un journal norvégien raconta l'évènement en avril 1851. L'auteur suédois Wilhelm von Braun (1813-1860) écrit alors un poème sur cette histoire Stark i sin oskuld (fort dans son innocence) qui à son tour inspira Alice Tegnér.